# One-time code
Een one-time code is een van tevoren afgesproken woord, zin of symbool waarmee eenmalig een eenvoudige boodschap kan worden overgebracht. Dikwijls is dit een signaal om een actie uit te voeren of tegen te houden, of om te bevestigen dat iets gelukt of mislukt is.
One-time codes worden ook gebruikt om te bepalen of iemand degene is voor wie hij of zij zich uitgeeft. Wanneer transacties tussen personen plaatsvinden waarbij men elkaar niet kan zien, bijvoorbeeld per telefoon, is een one-time code onmisbaar.
Een veelvoorkomende term is ook one-time password, afgekort OTP.

## Ontwerp
One-time codes worden dikwijls gekozen om in een onschuldige context te worden gebruikt, zoals in een gesprek of een brief. Met zorg gekozen codes zijn nauwelijks te ontdekken. Een getrainde analist van een geheime dienst kan deze codes wellicht traceren, maar moet vervolgens vaak nog heel lang zoeken om de eigenlijke boodschap te ontdekken.

## Informatietechnologie
In de informatie- en communicatietechnologie worden gegevensdragers, zoals laptops, beveiligd door middel van encryptie. Hierdoor kunnen deze gegevensdragers niet worden gebruikt als ze worden verloren of ontvreemd (informatiebeveiliging). Een beveiligde laptop kan alleen met een wachtwoord worden gebruikt. Soms raakt de encryptiesoftware in het ongerede of is de gebruiker zijn of haar wachtwoord vergeten. Dan heeft men, op afstand, assistentie nodig van de ICT-beheerafdeling om de laptop weer te kunnen gebruiken. Op dat moment is een one-time code onmisbaar om te na te gaan of de persoon die om hulp vraagt de rechtmatige gebruiker is.

## Codes genereren
One-time codes kunnen worden gegenereerd met behulp van zogenaamde tokens. Bekende tokens zijn het RSA SecurID token, de Rabobank Random Reader en de TAN-code van de Postbank die via een sms-bericht naar een mobiele telefoon worden verzonden.

## Bekende voorbeelden
In de geschiedenis zijn befaamde one-time codes gebruikt.
- "One if by land; two if by sea" in The Midnight Ride of Paul Revere, beroemd uit het gedicht van Henry Wadsworth Longfellow.
- "Climb Mount Niitaka" - het signaal aan de Japanse vliegtuigen om de aanval op Pearl Harbor te beginnen.
- Gedurende de Tweede Wereldoorlog verstuurde de BBC in de uitzendingen voor het vasteland "persoonlijke berichten" als vast onderdeel van haar programma. Vaak waren deze berichten one-time codes voor verzetsmensen in bezet gebied. De cabaretier Jochem Myjer parodieert in zijn show YEEE-HAA!  een dergelijke code in een sketch met de tekst: De geit is gemolken.

Soms worden berichten niet van tevoren bepaald en wordt er vertrouwd op de gedeelde specifieke kennis die (hopelijk) alleen bekend is bij de ontvangers. Een voorbeeld hiervan is het telegram dat aan de president van de Verenigde Staten, Harry Truman, werd verstuurd, toen hij in Potsdam een bijeenkomst met Stalin had. Daarin werd Truman van de eerste succesvolle test van de atoombom op de hoogte gesteld.
"Operated on this morning. Diagnosis not yet complete but results seem satisfactory and already exceed expectations. Local press release necessary as interest extends great distance. Dr. Groves pleased. He returns tomorrow. I will keep you posted."